# Акрисий
Акрисий (на гръцки: ’Ακρίσιος) е митичен цар на Аргос.
Син е на Абант и Аглая. Внук е на Линкей и Хипермнестра. Акрисий и неговия брат – близнак Прет (Пройт), враждуват помежду си още в утробата на майка си. Прет напуска Аргос и завладява Тиринт.
Акрисий е женен за Евредика. Той знае за пророчество, според което неговата дъщеря Даная ще има син, който ще го убие. За да избегне предсказанието, той я заключва в бронзова кула (или в пещера). Там обаче прониква Зевс под формата на златен дъжд. Даная забременява и след време ражда Персей. Акрисий затваря Даная и детето в сандък и го хвърля в морето. Зевс моли Посейдон да укроти морето. Той го прави и Даная и Персей оцеляват, стигайки до остров Серифос. Братът на цар Полидект, рибар на име Диктис ги намира и се погрижва за тях.
Като порасва Персей става герой, убивайки Медуза и спасявайки Андромеда.
Персей и Даная се връщат в Аргос, но Акрисий не ги пуска в дома си. След години Персей отива в Лариса, там взима участие в игри, по време на които хвърленият от него диск убива случайно Акрисий. Така пророчеството се сбъдва. Персей напуска Аргос и го оставя под управлението на своя роднина Мегапент.